# 145
145 је била проста година.

## Догађаји
- Антонин Август Пије и Марко Аурелије Цезар постају римски конзули.
- Марко Аурелије се жени Фаустином Млађом, ћерком Антонина Пија.
- Аријан постаје архонт у Атини.

## Рођења
- 11. април — Септимије Север, римски цар (у. 211)